# Mónica Santa María
Mónica Janette Santa María Smith (Miraflores, 6 de diciembre de 1972-La Molina, 13 de marzo de 1994) fue una modelo y conductora de televisión peruana, conocida por haber sido una de las «dalinas» (animadoras) del exitoso programa infantil peruano Nubeluz.

## Biografía
Sus padres eran Danilo Santa María y Judith Smith, ciudadana canadiense. Fue la segunda hija del matrimonio y cursó sus estudios escolares, junto con sus hermanas Liz y Sandra, en el Colegio Nuestra Señora del Carmen, Carmelitas, ubicado en el distrito limeño de Miraflores. 
Debido a su personalidad extrovertida, belleza e inteligencia, desde pequeña siempre destacó, convirtiéndose en punto de vista de los cazatalentos. Mónica medía 1,64 m, tenía cabello castaño, finas facciones, una hermosa sonrisa y ojos azules, por lo que su incursión en el mundo del modelaje fue casi natural. A los nueve años, inició su carrera como modelo y grabó su primer comercial televisivo para la marca Basa. Pero su consagración en el mundo del modelaje infantil se dio en 1985 con un comercial para el champú Ammens. 
A los catorce años, se convirtió en modelo principal de la marca de cosméticos Yanbal (denominada, en Perú, Unique por cuestiones legales hasta 2020). Es en este trabajo donde conoció a su amiga y compañera durante ocho años, Almendra Gomelsky, quien sería, junto con Mónica, coanimadora en el programa infantil Nubeluz.
Mónica Santa María tuvo, en 1988, una breve aparición en Chiquiticosas, un programa infantil de TV Perú que era conducido por Mirtha Patiño, con una presentación de una coreografía de la canción Manic Monday, de The Bangles, junto con sus amigas y compañeras del colegio.

### Nubeluzy éxito como animadora infantil
En diciembre de 1989, terminó el colegio y se graduó con honores. Luego de ello, la cadena peruana Panamericana Televisión inició una audición, a comienzos de 1990, para elegir a las conductoras de un nuevo programa infantil. Mónica fue la primera en presentarse al casting junto con más de trescientas chicas y, debido a su desenvolvimiento frente a las cámaras, fue elegida por los productores para ser una de las «dalinas» del espacio infantil Nubeluz. 
Junto con Almendra Gomelsky, se encargó de la conducción del programa, que llegó a ser visto por veinticuatro millones de televidentes de habla hispana en diecinueve países. Posteriormente, y debido al alejamiento temporal de Mónica de Nubeluz en 1993, se incorporaron dos «dalinas» más: Lilianne Braun, de nacionalidad peruana, y Xiomara Xibillé, de Colombia. Las cuatro serían animadoras del espacio hasta marzo de 1994.
El 17 de enero de 1994, Mónica ingresó a la Clínica San Borja para someterse a un tratamiento psiquiátrico, no aguantó y solamente estuvo por 3 horas. Regresó al mismo lugar el jueves 10 de febrero por ingerir una sobredosis de treinta y siete pastillas.

## Fallecimiento
A las ocho de la noche del sábado 12 de marzo de 1994, Mónica y su novio, Constantino Heredia, asistieron al matrimonio de un amigo: Héctor Banchero Herrera. Antes de la recepción (según personas que estuvieron en dicha reunión con la pareja), ambos discutieron, ya que Constantino le dijo textualmente que no se casaría con ella, por lo que Mónica se molestó mucho. 
Luego de que Heredia se retirara del evento y viajara con un grupo de amigos hacia las playas del sur del país, Santa María regresó sola al apartamento donde estaba viviendo con su novio en La Molina.
A las tres de la mañana del domingo 13 de marzo, el portero del edificio donde vivían Mónica y Constantino oyó un fuerte disparo. Pero pensó erróneamente que provenía de una escuela de equitación que se encontraba enfrente del edificio. Hasta que de pronto aproximadamente a las siete y treinta y nueve de la mañana del día lunes 14 de marzo, el portero del edificio y la familia de Mónica la encontraron muerta sobre su cama. 
Según los primeros exámenes forenses, se determinó que había fallecido treinta y dos horas antes. En un inicio, se especuló que su muerte había sido accidental (lo que nunca se demostró fehacientemente), la investigación final concluyó que fue suicidio. También se hallaron sesenta pastillas de flunitrazepam (también conocido como Rohypnol) que Santa María usaba frecuentemente para tratar la depresión.
Según la investigación policial, las declaraciones del guardia del edificio y un reportaje del programa televisivo Contrapunto, Mónica tomó el arma del maletín de Heredia, efectuó un primer disparo entre la una y la una y treinta de la madrugada, supuestamente para probar el arma, y el segundo lo efectuó alrededor de las tres de la mañana, accionando el arma hacia su paladar. 
La noticia de este trágico suceso causó una gran conmoción en Perú y en otros países de América Latina. Su muerte causó el declive y la posterior cancelación del programa Nubeluz.
Sus restos descansan en el cementerio Jardines de la Paz de La Molina.

## Filmografía

### Programas
- Nubeluz (1990-1994)
- Chiquiticosas (1988)

### Comerciales
- Yanbal (1986)
- Ammens (1985)